# 黄毛黧豆
黄毛黧豆（学名：Mucuna bracteata）为豆科黎豆属下的一个种。

## 扩展阅读
- 維基物種上的相關：黄毛黧豆